# Indywidualne Mistrzostwa Szwecji na Żużlu 1952
Indywidualne Mistrzostwa Szwecji na Żużlu 1952 – cykl turniejów żużlowych, mających wyłonić najlepszych żużlowców szwedzkich. Tytuł wywalczył Göte Olsson (Indianerna Kumla). 

## Finał
- Sztokholm, 24 października 1952

| Msc. | Zawodnik         | Klub                 | Pkt   |  |  |
| ---- | ---------------- | -------------------- | ----- |  |  |
| 1    | Göte Olsson      | Indianerna Kumla     | 14 +3 |  |  |
| 2    | Sune Karlsson    | Getingarna Sztokholm | 14 +2 |  |  |
| 3    | Bert Lindarw     | Smederna Eskilstuna  | 13    |  |  |
| 4    | Olle Nygren      | Vargarna Norrköping  | 12    |  |  |
| 5    | Stig Pramberg    | Vargarna Norrköping  | 11    |  |  |
| 6    | Bengt Nilsson    | Kaparna Göteborg     | 9     |  |  |
| 7    | Joel Jansson     | Smederna Eskilstuna  | 8     |  |  |
| 8    | Rune Sörmander   | Dackarna Målilla     | 7     |  |  |
| 9    | Einar Lindqvist  | Vargarna Norrköping  | 7     |  |  |
| 10   | Bo Andersson     | Getingarna Sztokholm | 6     |  |  |
| 11   | Åke Lindqvist    | Getingarna Sztokholm | 5     |  |  |
| 12   | Ove Fundin       | Filbyterna Linköping | 4     |  |  |
| 13   | Kjell Carlsson   | Kaparna Göteborg     | 4     |  |  |
| 14   | Bernt Nilsson    | Monarkerna Sztokholm | 3     |  |  |
| 15   | Georg Duneborn   | Getingarna Sztokholm | 2     |  |  |
| 16   | Gösta Zanderholm | Filbyterna Linköping | 0     |  |  |